# Collision in Black
Collision in Black è un album di Blue Mitchell, pubblicato dalla Blue Note Records nell'aprile del 1969. Il disco fu registrato il 9, 11 e 12 settembre 1968 al RPM Studios di Los Angeles, California (Stati Uniti).

## Tracce
Brani composti da Monk Higgins (Milton Bland), tranne dove indicato
Lato A
1. Collision in Black – 3:02
2. Deeper in Black – 3:28 (Peggy Grayson)
3. Jo Ju Ja – 3:20 (Virginia P. Bland (aka Vee Pea))
4. Blue on Black – 2:55
5. Swahilli Suite – 2:58
6. Monkin' Around – 3:38

Lato B
1. Keep Your Nose Clean – 3:25 (Virginia P. Bland (aka Vee Pea))
2. I Ain't Jivin' – 2:45 (Virginia P. Bland (aka Vee Pea))
3. Digging in the Dirt – 3:30
4. Who Dun It – 2:56
5. Kick It – 2:28 (Virginia P. Bland (aka Vee Pea))
6. Keep Your Soul – 2:48

## Musicisti
- Blue Mitchell - tromba
- Dick Slyde Hyde - trombone
- Jack Redmond - trombone
- Jim Horn - flauto
- Ernie Watts - flauto
- Monk Higgins - sassofono tenore, pianoforte, organo (brani: A1, A6, B5 e B6)
- Anthony Ortega - sassofono tenore (brani: A1, A6, B5 e B6)
- Al Vescovo - chitarra
- Miles Grayson - pianoforte, percussioni
- Dee Ervin - organo, percussioni
- Bob West - contrabbasso
- Paul Humphrey - batteria
- John Cyr - percussioni
- Monk Higgins - arrangiamenti